# Syn YAMAZAKI
syn YAMAZAKI（しんやまざき）は、日本の音楽プロデューサー、ミュージシャン。東京都出身。アーティストとしてのマネジメントはフリーランス。

## 来歴
東京出身。都立日比谷高校、法政大学卒業。
学生時代より、ライブ活動、音楽制作などを行うかたわら、
博報堂、DMMなどで広告、音楽、映像などのプロデューサーを務める。

## 人物
幼少期より家にあったピアノを遊びのように弾いており、高校入学と同時にギターをはじめ、オリジナル楽曲を制作するようになる。
大学在学時より、自身のライブ活動をはじめ、アイドルのプロデュース業務へも関わるようになる。